# Damir Kajin
Damir Kajin (ur. 3 lutego 1962 w Koprze) – chorwacki polityk, urzędnik i samorządowiec związany z Istrią, parlamentarzysta, kandydat w wyborach prezydenckich.

## Życiorys
Absolwent administracyjnej szkoły średniej w Rijece. Następnie podjął studia na wydziale prawa miejscowego uniwersytetu, których ostatecznie nie ukończył. Przez kilkanaście lat pracował jako referent prawny w regionalnym przedsiębiorstwie wodociągowym. Został zmobilizowany w trakcie wojny niepodległościowej z pierwszej połowy lat 90. Stał się wkrótce jednym z liderów Istryjskiego Zgromadzenia Demokratycznego. W 1993 został przewodniczącym zgromadzenia regionalnego żupanii istryjskiej, funkcję tę pełnił przez około osiem lat.
W 1995 po raz pierwszy wybrany do Zgromadzenia Chorwackiego, reelekcję uzyskiwał w 2000, 2003, 2007 i 2011. Stanął na czele kilkuosobowego klubu parlamentarnego swojego ugrupowania. W 2009 IDS po raz pierwszy wystawiła samodzielnego kandydata w wyborach prezydenckich, którym został właśnie Damir Kajin. W pierwszej turze uzyskał 3,87% głosów, zajmując 8. miejsce wśród 12 kandydatów z wynikiem 7,25%. W 2013 został wykluczony z partii. W 2021 został wybrany na burmistrza miasta Buzet (reelekcja w 2025).